# Paraminotella nigrita
Paraminotella nigrita es una especie de insecto coleóptero de la familia Chrysomelidae.
Fue descrita científicamente en 2003 por Doeberl & Konstantinov.